# Insular Islands

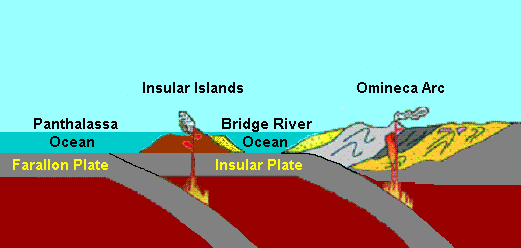
Der Bridge River Ocean zwischen Nordamerika und dem Insular- sowie dem Omineca-Vulkanbogen

Die Insular Islands waren eine ausgedehnte Kette von Vulkaninseln, welche im Paläozoikum und Mesozoikum einen Vulkanbogen im heutigen Pazifik bildeten. Die Inseln entstanden durch Subduktion und Aufschmelzen der Farallon-Platte entlang eines Bruchstücks (oder einer Mikroplatte), über der sie sich erhoben und die als Insular-Platte bezeichnet wird. Sie wurden im Westen vom Panthalassischen Ozean und im Osten vom Bridge River Ocean begrenzt. Möglicherweise entstanden sie als Verbund mehrerer Vulkanketten im Karbon vor 300–325 Millionen Jahren nahe dem Äquator, kontinentalen Landmassen vorgelagert im Meer.

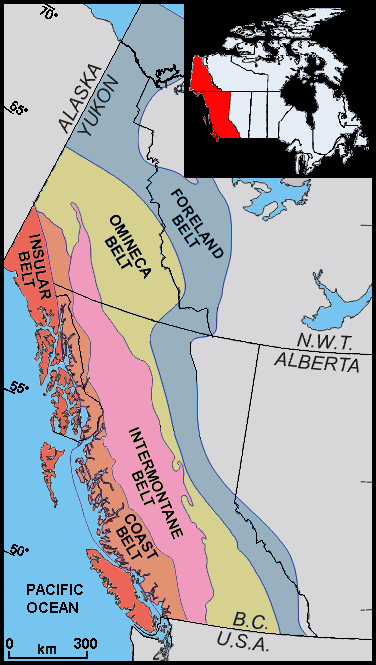
Geologische Gürtel im äußersten Westen Kanadas und in Südost-Alaska, einschließlich des Insular Belt (rot)

Die Inselkette bewegte sich im Mesozoikum kontinuierlich nach Norden. Vor etwa 115 Millionen Jahren in der mittleren Kreidezeit stießen sie schließlich mit der Nordamerikanischen Platte zusammen und verschmolzen mit ihr. Wie die früher existierenden Intermontane Islands, welche 60 Millionen Jahre zuvor einer ähnlichen Akkretion unterzogen wurden, bewahrte sie ihre große Masse vor dem Abtauchen unter die Nordamerikanische Platte. Dieser gewaltsame Zusammenstoß stoppte die Subduktion, welche den Vulkanismus im Omineca Belt nährte, und schloss den Bridge River Ocean. Die Subduktionszone verlagerte sich westwärts zum Farallon-Graben, was neuerlichen Vulkanismus verursachte und den Coast Range Arc entstehen ließ.
Die Felsen der Insular Islands umfassen heute weite Abschnitte der westlichsten Küste der Nordamerikanischen Platte. Dazu gehören sowohl die Insular Mountains im Alaska Panhandle, Haida Gwaii und Vancouver Island als auch versunkene Gebiete des größeren Insular Belt, wobei auch auf dem Boden des Bridge River Ocean entstandene Felsen berücksichtigt werden. Dieser erstreckt sich bis in den Norden der Nördlichen Kaskadenkette im US-Bundesstaat Washington, vielleicht sogar bis in die Wallowa Mountains im Nordosten von Oregon, welche ein verfrachtetes Bruchstück des Insular Belt sein könnten. Die „Naht“ am früheren Kontinentalrand ist heutzutage eine nach Nordwesten strebende Haupt-Verwerfung in der Nördlichen Kaskadenkette, die 10 km breite und 500 km lange Ross-Lake-Verwerfung.